# Musée russe de Tallinn
Le musée russe de Tallinn (estonien : Tallinna Vene Muuseum) est un musée à Tallinn en Estonie.

## Présentation
Le Musée russe de Tallinn est une branche du Musée municipal de Tallinn.
Sa mission est de préserver, rechercher, exposer et vulgariser le patrimoine culturel de la communauté russe de Tallinn.
Il occupe la Maison Nottbeck à Pikk tänav 29a.

## Histoire
L'idée de créer un musée de la culture russe en Estonie est née en 1931 après l'« Exposition russe » organisée en avril de la même année dans la maison de la Grande Guilde, à Pikk tänav 17.
À l’époque soviétique, le projet n’a pas été mis en œuvre. Au milieu des années 1970, le Conseil des ministres et le ministère de la Culture de la RSS d'Estonie ont discuté de la question de la création d'un musée de la culture russe.
Une exposition d'objets et d'icônes d'église était prévue dans le sous-sol de la cathédrale Alexandre Nevski.
Cette question a été reprise dans les années 2000.
Les hommes politiques estoniens Sergueï Ivanov et Stanislav Cherepanov ont joué un rôle organisationnel majeur,.
La création d'un musée russe a été soutenue par l'administration municipale, des hommes politiques de Russie et d'Estonie, mais aucune mesure concrète n'a été prise pendant longtemps et aucun local décent pour le musée n'a pu être trouvé pour longtemps.
En 2003, un bâtiment du 23, rue Koidula, qui nécessitait des réparations, a été transféré pour abriter le musée,,..
En 2005, Mikhaïl Chvydkoï a visité le musée.
En 2012, par décision du conseil municipal de Tallinn, l'institution « Musée russe de Tallinn » a reçu le droit d'utiliser gratuitement les locaux de Pikk tänav 29a, pendant les 15 années suivante, en tant que musée et centre culturel.
Le musée a ouvert ses portes en 2016.

## Expositions
Aucune exposition permanente n'a encore été organisée. Des expositions temporaires sont organisées,.
En 2023, le musée a inauguré une exposition consacrée à l'architecte Alexandre Vladovsky (et).